# Chorsu-Basar

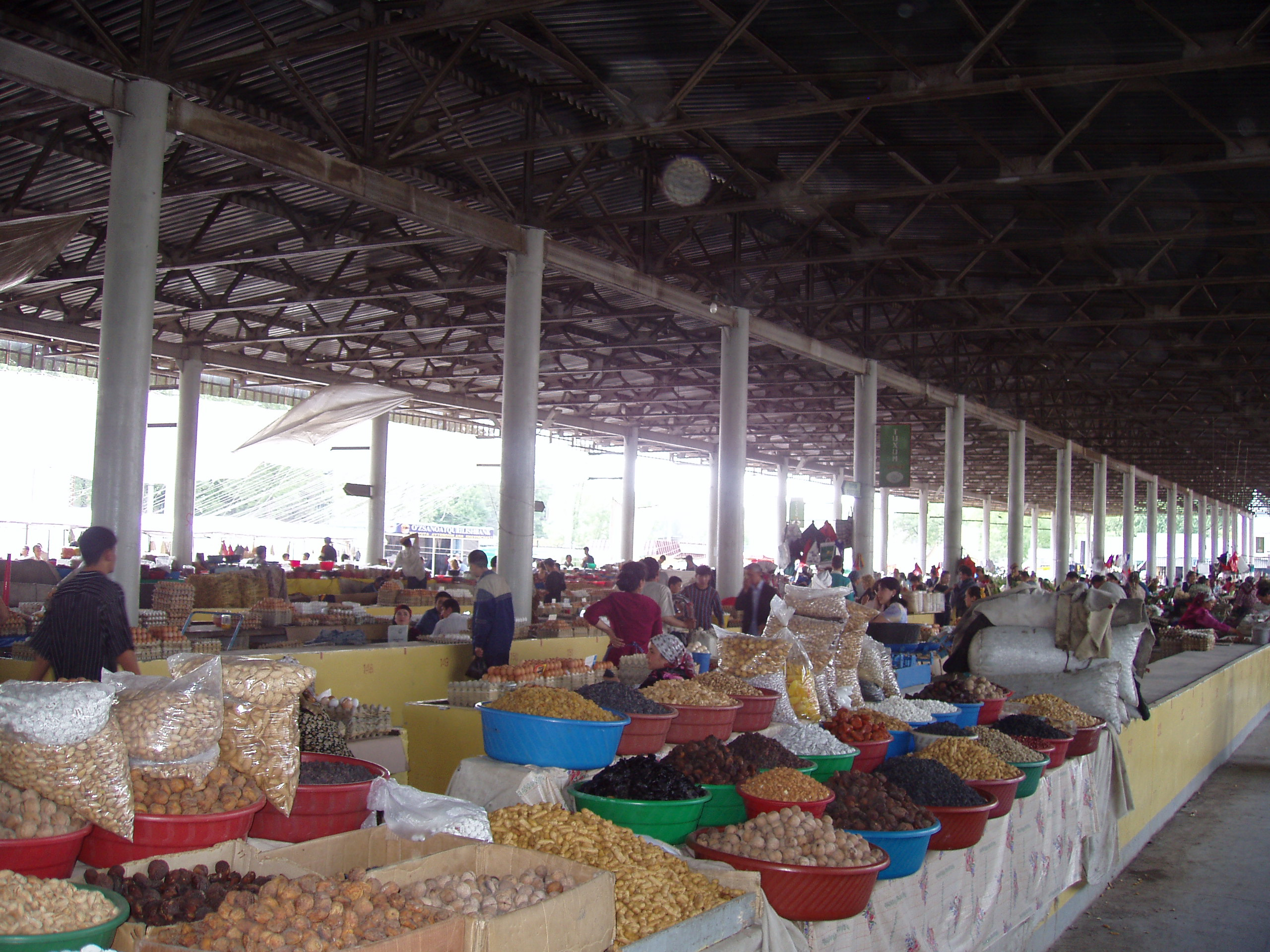
Lebensmittel auf dem Chorsu-Basar

Der Chorsu-Basar ist ein Basar in der usbekischen Hauptstadt Taschkent. Er befindet sich in einem türkisen Kuppelbau im Zentrum der Stadt.

## Geschichte
Der Chorsu-Basar gilt als einer der ältesten Basare Zentralasiens. Er war jahrhundertelang einer der wichtigsten Handelsorte entlang der Seidenstraße und profitierte dabei vor allem von seiner Lage an der Kreuzung von vier wichtigen Handelsstraßen. Früher war der Markt nach den angebotenen Produkten gegliedert, heutzutage ist diese Ordnung weitestgehend aufgehoben.

## Angebot

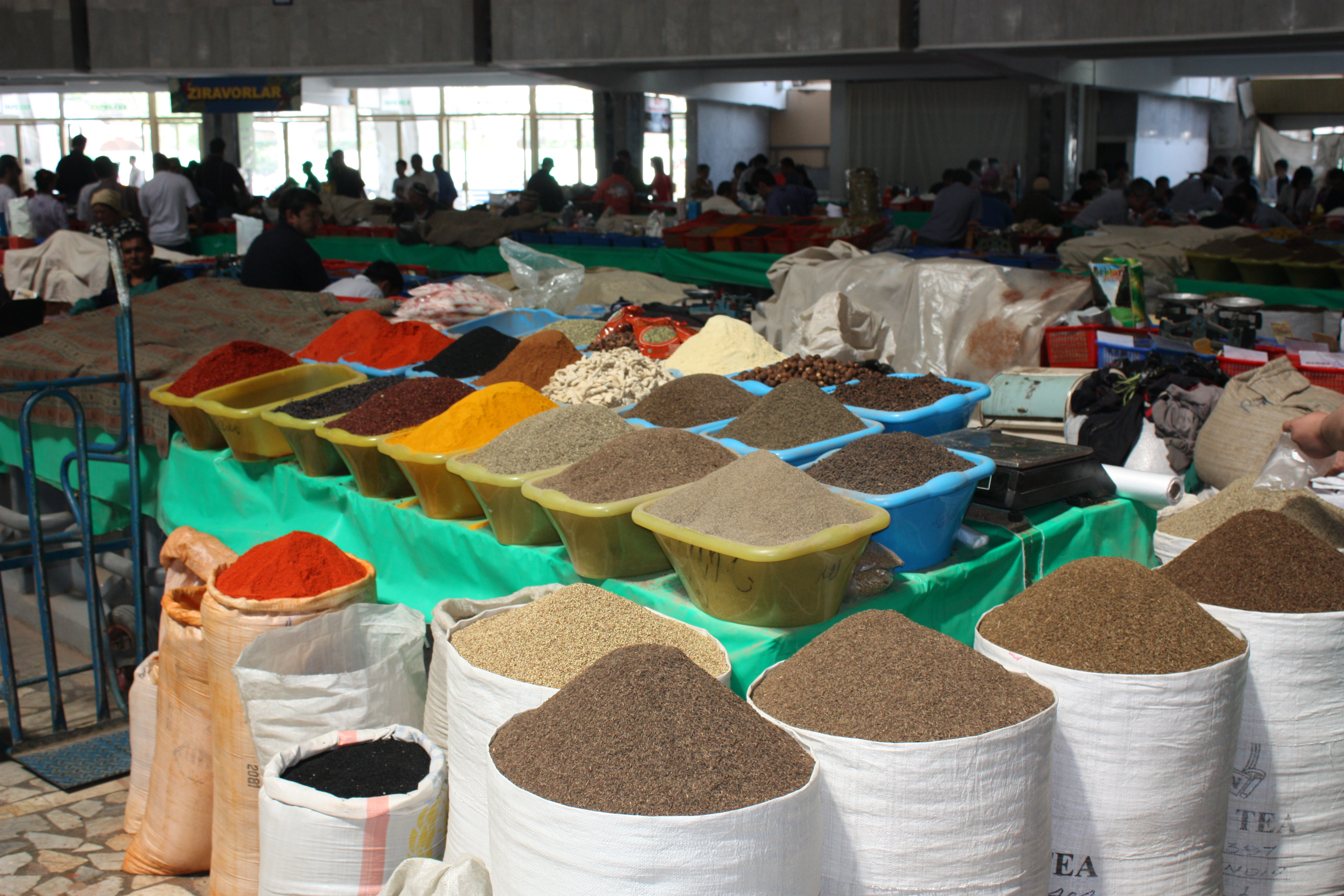
Gewürze auf dem Chorsu-Basar

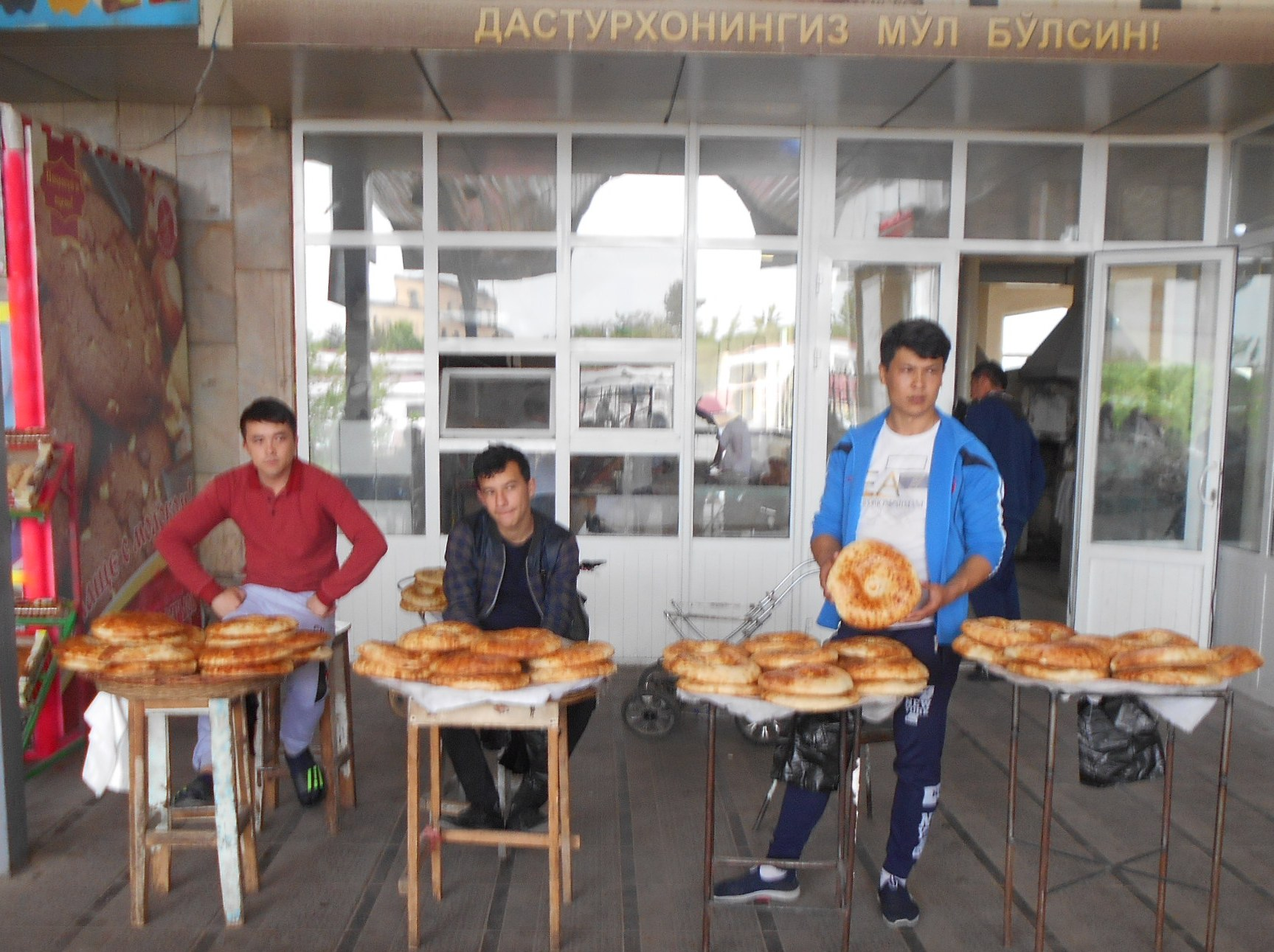
Brotverkäufer am Chorsu-Basar

Auf dem Chorsu-Basar wird eine große Vielzahl von Waren angeboten. Schwerpunkte sind dabei:
- Früchte (getrocknete Früchte, Melonen, Äpfel, Birnen, Pfirsiche)
- Nüsse (Walnüsse, Pistazien, Mandeln)
- Gewürze (Pfeffer, Kardamom, Kreuzkümmel)
- Kunsthandwerk[2]

Der Basar erstreckt sich heute über zwei Etagen des zentralen Kuppelbaus und das umliegende Gelände.